# Uromyces gladioli
Uromyces gladioli är en svampart som beskrevs av Henn. 1895. Uromyces gladioli ingår i släktet Uromyces och familjen Pucciniaceae.   Inga underarter finns listade i Catalogue of Life.